# المسواح (الصومعة)

تعديل مصدري - تعديل

المسواح هي إحدى قرى عزلة القيسين بمديرية الصومعة التابعة لمحافظة البيضاء، بلغ تعداد سكانها 201 نسمة حسب تعداد اليمن لعام 2004.